# مطار روبرت غابريل موجابي الدولي
مطار روبرت غابريل موجابي الدولي (سابقاً: مطار هراري الدولي) هو مطار دولي يخدم هراري عاصمة زيمبابوي. وهو أكبر مطار في زيمبابوي ومركز عمليات طيران زيمبابوي. نظراً لعدد السياح المنخفض بسبب صراعات داخلية ومشاكل سياسية في زيمبابوي منذ 2000 فإن المطار يستقبل فقط شركات طيران قليلة، وتعتبر طيران الإمارات هي شركة الطيران الوحيدة الغير إفريقية التي تستخدم المطار.

## تاريخ
في أواخر سنة 2017 قامت الحكومة بتغيير اسم المطار من مطار هراري الدولي إلى مطار روبرت غابريل موجابي الدولي نسبة لرئيس زيمبابوي السابق روبرت موغابي، وهو الأمر الذي أثار الكثير من الجدل نظراً لوجود الكثير من الأماكن الأخرى في زيمبابوي تحمل اسم الرئيس السابق موغابي.

## شركات الطيران والوجهات
| شركـات طيـران             | الوجهات                                                                                              |
| ------------------------- | --- |
| الخطوط الجوية التنزانية   | مطار جوليوس نيريري                                                                                   |
| طيران زيمبابوي            | مطار جوشوا مقابوكو نكومو الدولي، مطار جوليوس نيريري، مطار أوليفر ريجنالد تامبو، مطار شلالات فيكتوريا |
| إير لينك                  | مطار كيب تاون، مطار الملك شاكا الدولي، مطار أوليفر ريجنالد تامبو                                     |
| طيران الإمارات            | مطار دبي الدوليa                                                                                     |
| Eswatini Air              | Manzini                                                                                              |
| الخطوط الجوية الإثيوبية   | مطار أديس أبابا بولي الدولي                                                                          |
| Fastjet Zimbabwe          | مطار جوشوا مقابوكو نكومو الدولي، مطار أوليفر ريجنالد تامبو، Kariba، مطار شلالات فيكتوريا             |
| الخطوط الجوية الكينية     | مطار كينيث كاوندا الدولي، مطار جومو كينياتا الدولي                                                   |
| الخطوط الجوية الموزمبيقية | مطار كينيث كاوندا الدولي (تبدأ في 30 يونيو 2023)، مطار مابوتو الدولي                                 |
| Malawian Airlines         | مطار ليلونغوي الدولي، مطار كينيث كاوندا الدولي                                                       |
| Proflight Zambia          | مطار كينيث كاوندا الدولي                                                                             |
| الخطوط الجوية القطرية     | مطار حمد الدوليb                                                                                     |
| الخطوط الجوية الرواندية   | مطار كيب تاون،c مطار كيغالي الدولي                                                                   |
| خطوط جنوب إفريقيا الجوية  | مطار أوليفر ريجنالد تامبو                                                                            |
| الخطوط الجوية الأنغولية   | مطار كواترو دي فيفيريرو                                                                              |
| Zambia Airways            | مطار كينيث كاوندا الدولي                                                                             |